# Atheta blatchleyi
Atheta blatchleyi är en skalbaggsart som beskrevs av Max Bernhauer och Otto Scheerpeltz 1926. Atheta blatchleyi ingår i släktet Atheta och familjen kortvingar. Inga underarter finns listade i Catalogue of Life.